# Roger Lehideux
Roger Lehideux, né le 14 avril 1862 à Paris 9e et mort le 30 janvier 1942 dans le 8e arrondissement de cette même ville, est un banquier français.

## Biographie
Roger Lehideux est le fils du banquier Ernest Lehideux (1831-1904) et de Marie Bouché Durmont. Gendre de Nemours Herbault depuis 1894, Roger Lehideux est le grand-père d'Hélène David-Weill et l'oncle de François Lehideux.
Bachelier ès lettres, il suit des études de droit et obtient sa licence en droit. Il rentre dans la banque familiale Lehideux & Cie, fondée en 1842 à Paris . Lehideux & Cie est une société en commandite par actions depuis 1849. Elle a son siège 3, rue Drouot. Fondée par Paul Lehideux, elle est cogérée à sa mort par ses deux fils, Ernest et Emile (mort en 1896) qui prennent comme associés leurs fils respectifs, Roger puis Jacques d'une part, et André et Raymond d'autre part. Ernest Lehideux se retire des affaires en 1902 et laisse la direction de l'affaire familiale à ses fils et à ses deux neveux. Roger Lehideux devient le principal gérant, de même qu'il devient gérant de la Banque Adam. Raymond meurt en 1933 et André se retire de la gérance en 1935, laissant seuls gérants Roger Lehideux et son frère Jacques. Roger a fait entrer ses fils comme fondés de pouvoir puis comme gérants, Pierre, en 1927, puis Robert et Philippe en 1938. Le capital de Lehideux & Cie est de 20 millions de francs depuis 1920.
Il devient en 1908 président de l'Union syndicale des banquiers de Paris et de la province, qu'il préside longtemps, de 1914 à sa disparition en 1941, et de la Caisse de retraites des employés de banque. Il est également vice-président de la Confédération générale de la production française puis de la Confédération générale du patronat français (CGPF) qui lui succède en 1936, trésorier du Comité central d'études et de défense fiscale et administrateur de l'Association nationale d'expansion économique
En 1932, il succède à Albert-Buisson en tant que président de la Banque française du commerce extérieur,. Il assure également la présidence des compagnies d'assurances La France et des Établissements métallurgiques de la Gironde. Vice-président de la Banque nationale d'Haïti (qu'il administre depuis 1904, en remplacement de son père), il siège au conseil d'administration d'autres établissements financiers : Crédit national (1919), Crédit lyonnais (1920), Banque de Paris et des Pays-Bas (1921), Banque de Syrie et du Liban. Il est aussi vice-président de la Compagnie générale d'électricité et membre des conseils d'administration de la Compagnie générale radiotélégraphique, de la Société franco-russe de prêts et avances, de la Société immobilière de la Région parisienne, de la Compagnie des eaux de Seine et de source du canton de Boissy-Saint-Léger, de France-Expansion, etc.

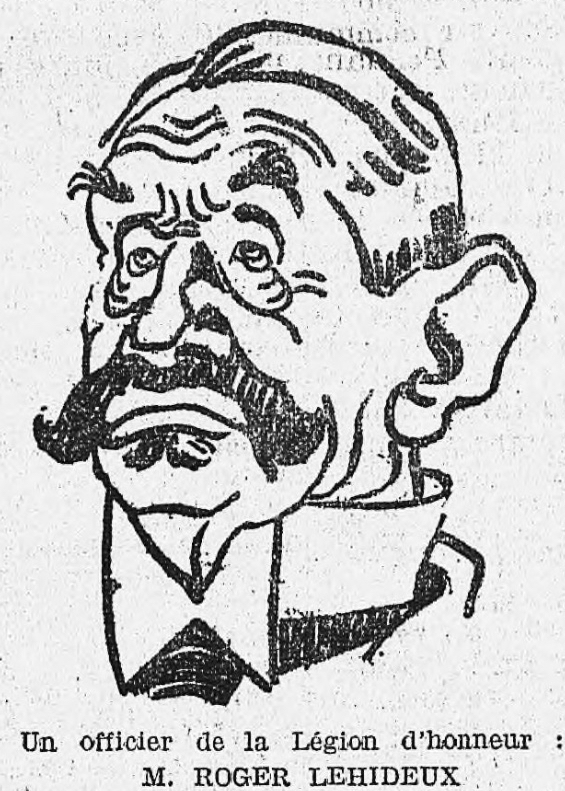
Caricature de Roger Lehideux, publiée dans L'Humanité en 1925.

Il préside le Syndicat de la rivière d'Yerres, le groupement « Finance et Commerce » de la Chambre du commerce d'exportation et le Commissariat à l'Emprunt national. Il est membre du Conseil national économique, de la Commission permanente de protection de l'épargne, de la Commission des Banques populaires, du comité exécutif de la Commission des changes, de la Commission du Blocus, de la Commission des coefficients, de la Commission du crédit aux régions envahies, de la Commission centrale des prêts aux inondés, etc.
Catholique, il est trésorier de l'association les Amis des Missions et du comité de la Seine de l'Association catholique internationale des œuvres de protection de la jeune fille, ainsi qu'administrateur des Amis des soldats aveugles.
Une loi prise par le régime de Vichy en novembre 1940 obligeant les administrateurs âgés à quitter leur mandat l'amène à démissionner de la plupart de ses mandats d'administrateur. En revanche, il devient le premier président de l'Association professionnelle des banques, constituée par ce même régime en 1941 et qui succède avec plus de pouvoirs à l'Union syndicale des banquiers de Paris et de la province. Elle conserve le même siège social, au 18 rue Lafayette à Paris,,.

## Distinctions
- Commandeur de l'ordre de la Couronne (Roumanie)
- Commandeur de la Légion d'honneur